# Inkrementel
Inkrementel betyder "gradvist voksende" og er et begreb, der blandt andet anvendes i systemudvikling.
Et udviklingsprojekt kan enten foregå efter en vandfaldsmodel eller iterativt. I det første tilfælde foregår udviklingen i en række faser, der kan navngives på forskellig måde, men som f.eks. kunne være følgende:
- Kravdefinering
- Analyse
- Design
- Programmering
- Test

I dette tilfælde udvikles hele programmet på én gang, nemlig i programmeringsfasen. I et iterativt forløb vil man som regel gennemføre disse punkter i en række kortere forløb, der ligger i forlængelse af hinanden, og i så fald opstår programmet i form af en meget lille del, som gradvist udbygges, til det endelige program er lavet. 
Selv om der er en meget tæt forbindelse mellem et iterativt og et inkrementelt forløb, så kan man i princippet godt have iterationer, der ikke forøger det endelige program, men f.eks. bruges til nogle andre af punkterne end programmering eller justering i eksisterende programmer. Det er dog normalt kun undtagelsen, og en metode som Extreme Programming insisterer på, at en iteration også skal være inkrementel.